# Secondhand Daylight
Albums de Magazine
Real Life
(1978) The Correct Use of Soap
(1980)
Secondhand Daylight est le deuxième album du groupe de rock britannique Magazine, publié en 1979 chez Virgin Records.

## Titres

### Face 1
| No | Titre               | Durée |
| -- | ------------------- | ----- |
| 1. | Feed the Enemy      | 5:45  |
| 2. | Rythm of Cruelty    | 3:03  |
| 3. | Cut-Out Shapes      | 4:43  |
| 4. | Talk to the Body    | 3:54  |
| 5. | I Wanted Your Heart | 5:13  |

### Face 2
| No | Titre                     | Durée |
| -- | ------------------------- | ----- |
| 1. | The Thin Air              | 4:10  |
| 2. | Back to Nature            | 6:40  |
| 3. | Believe That I Understand | 4:00  |
| 4. | Permafrost                | 5:25  |

## Musiciens
- Howard Devoto : chant
- Barry Adamson : basse, chant
- Dave Formula : claviers
- John Doyle : batterie et percussions
- John McGeoch : guitare, saxophone, claviers occasionnels, chant